# Boechera macounii
Boechera macounii är en korsblommig växtart som först beskrevs av Sereno Watson, och fick sitt nu gällande namn av Windham och Al-shehbaz. Boechera macounii ingår i släktet indiantravar, och familjen korsblommiga växter. Inga underarter finns listade i Catalogue of Life.